# Nuneaton
Nuneaton – miasto w Wielkiej Brytanii, w Anglii, w hrabstwie Warwickshire, w dystrykcie Nuneaton and Bedworth. W 2011 roku miasto liczyło 86 552 mieszkańców.
Miasto położone jest 14 km na północ od Coventry, 32 km na wschód od Birmingham i 166 km na północny zachód od Londynu.
Z Nuneaton kojarzona jest pisarka należąca do czołowych twórców epoki wiktoriańskiej - George Eliot, która urodziła się i wychowała w leżącym opodal South Farm Arbury.
W mieście rozwinął się przemysł metalowy, włókienniczy oraz odzieżowy.

## Miasta partnerskie
- Chociebuż (Niemcy)
- Guadalajara (Hiszpania)
- Roanne (Francja)